# Chrzypsko Wielkie (gromada)
Chrzypsko Wielkie – dawna gromada, czyli najmniejsza jednostka podziału terytorialnego Polskiej Rzeczypospolitej Ludowej w latach 1954–1972.
Gromady, z gromadzkimi radami narodowymi (GRN) jako organami władzy najniższego stopnia na wsi, funkcjonowały od reformy reorganizującej administrację wiejską przeprowadzonej jesienią 1954 do momentu ich zniesienia z dniem 1 stycznia 1973, tym samym wypierając organizację gminną w latach 1954–1972.
Gromadę Chrzypsko Wielkie z siedzibą GRN w Chrzypsku Wielkim utworzono – jako jedną z 8759 gromad na obszarze Polski – w powiecie międzychodzkim w woj. poznańskim, na mocy uchwały nr 29/54 WRN w Poznaniu z dnia 5 października 1954. W skład jednostki weszły obszary dotychczasowych gromad Białcz, Chrzypsko Wielkie, Chrzypsko Małe, Mylin, Orle Wielkie, Ryżyn, Strzyżmin i Śródka, ponadto miejscowość Charcice i niektóre parcele z kart Nr 2 i 3 obrębu Charcice (łącznie z leśniczówką Karczemka) z dotychczasowej gromady Charcice oraz obszar jeziora Chrzypskiego z dotychczasowej gromady Łężeczki – ze zniesionej gminy Chrzypsko Wielkie w powiecie międzychodzkim; wreszcie obszar jeziora Wielkiego z dotychczasowej gromady Pakawie ze zniesionej gminy Wróblewo w powiecie szamotulskim w tymże województwie. Dla gromady ustalono 19 członków gromadzkiej rady narodowej.
1 stycznia 1960 do gromady Chrzypsko Wielkie włączono obszary zniesionych gromad Białokosz i Łężce w tymże powiecie.
Gromada przetrwała do końca 1972 roku, czyli do kolejnej reformy gminnej. 1 stycznia 1973 w powiecie międzychodzkim reaktywowano gminę Chrzypsko Wielkie.